# INS Vikrant
INS Vikrant (विक्रान्त  víkrānta "pogumno") je prva letalonosilka istoimenskega razreda Vikrant in prva letalonosilka zgrajena v Indiji za Indijsko vojno mornarico. Gradnja se je začela februarja 2009, splovljena je bil 29. decembra 2011, lansirana pa leta 2013.
Letalonosilka je 262 metrov dolga in 60 metrov široka. Ugrez ladje je 8,4 metra, izpodriv pa 40000 ton. Poganjajo jo štiri aeroderivativne plinske turbine General Electric LM2500 s skupno močjo nad 100000 konjskih sil. Največja hitrost je 52 km/h, doseg je okrog 15000 kilometrov. 
Posadka, vključno z letalskim oddelkom, je 1400 mož. Na letalonosilki je prostora za okrog 30 letal in helikopterjev, med njimi lovci MiG-29K in HAL Tejas in helikopterji Kamov Ka-31 ali Westland Sea King HAL Dhruv. Za samoobrambo je oborožena s sistemom CIWS. 